# SIG Sauer
SIG Sauer са серия пистолети произвеждани от големите международни компании SIG от Швейцария и Sauer от Германия. SIGARMS е обединение на двете фирми и произвеждат в САЩ голямо количество от различните модели SIG Sauer, но там често са известни под други имена и в различните служби и части имат различни означения.

## SIG pro
- SIG Sauer SP2009
- SIG Sauer SP2340
- SIG Sauer SP2022

## Classic Full Size
- SIG Sauer P220
- SIG Sauer P225
- SIG Sauer P226

## Classic Compact Size
- SIG Sauer P228
- SIG Sauer P229
- SIG Sauer P245

SIG P250

## Classic Personal Size
- SIG Sauer P230
- SIG Sauer P232
- SIG Sauer P239

## Sport Pistols
- SIG Sauer P226 Sport